# Teresa Vallverdú Albornà
Teresa Vallverdú i Albornà ( Arbós, 2 de febrero de 1968 ) es una lingüista y política española. Diputada en el Parlamento de Cataluña en la décima y undécima legislaturas.

## Biografía
Licenciada en Filología Catalana por la Universidad de Barcelona, máster en lingüística general por la Universidad de Indiana Bloomington y máster en teoría gramatical por la Universidad Autónoma de Barcelona,  ha sido profesora en la Universidad de Indiana Bloomington y en la Universidad Autónoma de Barcelona y ha trabajado de lingüista en Catalunya Ràdio y en Televisió de Catalunya . Militante de Esquerra Republicana desde 2004, ha sido concejala del Ayuntamiento de Arbós. Fue elegida diputada en el Parlament de Catalunya por Esquerra Republicana en las elecciones del 2012 . En 2015 se presentó a las elecciones al Parlament de Catalunya con la candidatura independentista Junts pel Sí,  y fue elegida nuevamente diputada.
En las elecciones de diciembre 2017 acudió a la lista de Tarragona de Esquerra Republicana, pero no fue elegida diputada en el Parlament.
Desde 2022 forma parte del Consejo por la República.